# Esbi Süddeutsche Baumwolle-Industrie

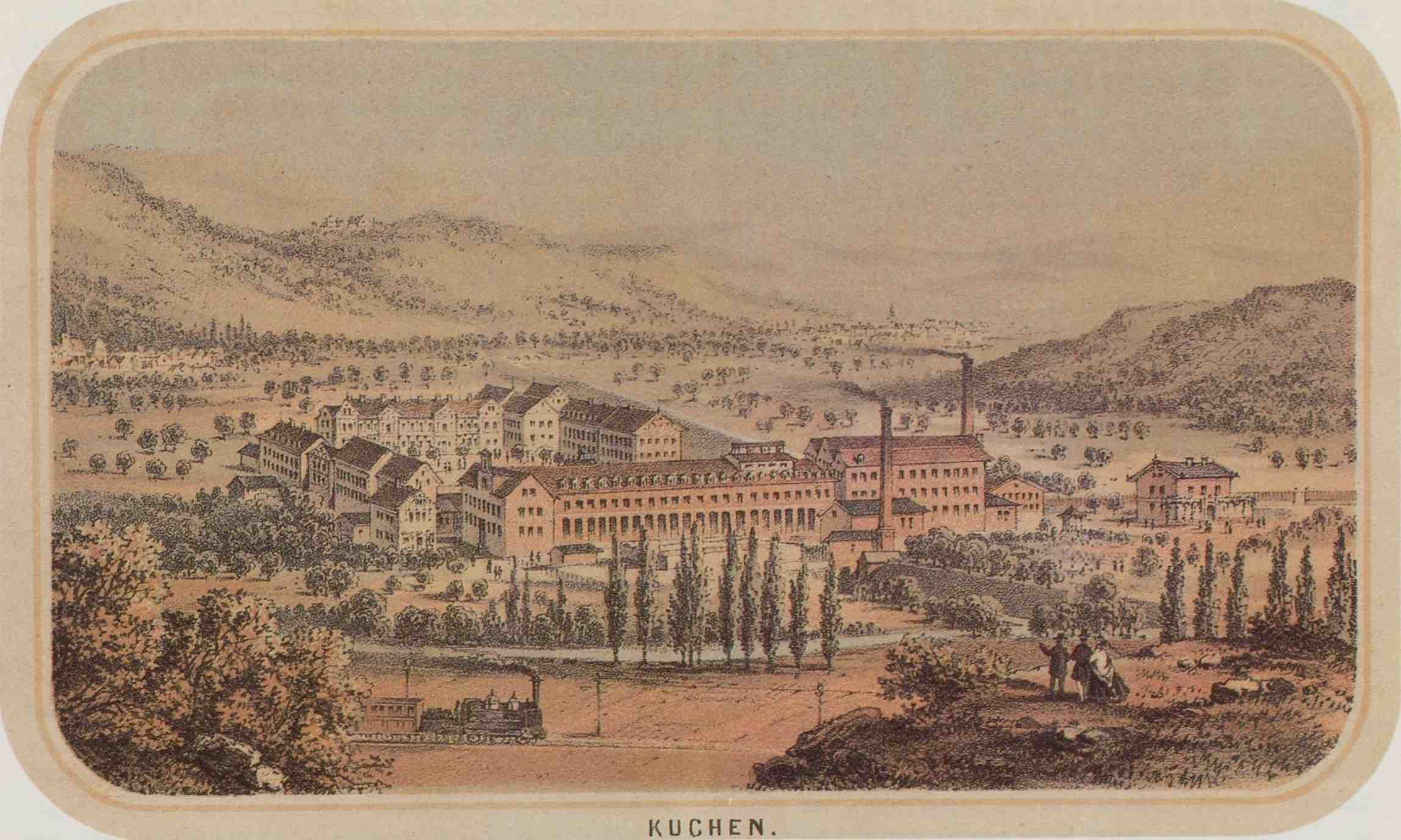
Baumwollspinnerei in Kuchen, 1867

Die esbi Süddeutsche Baumwolle-Industrie AG in Kuchen wurde im Jahre 1858 von Arnold Staub als mechanische Baumwoll-Weberei Staub & Comp. in Kuchen gegründet. Die Firma gehörte zu den größten Textilunternehmen in Württemberg, war börsennotiert und bestand bis 1983. Der Firmengründer erstellte in Kuchen die Arbeitersiedlung Kuchen, die mit ihrem sozialen Charakter Vorbildfunktion hatte.

## Geschichte

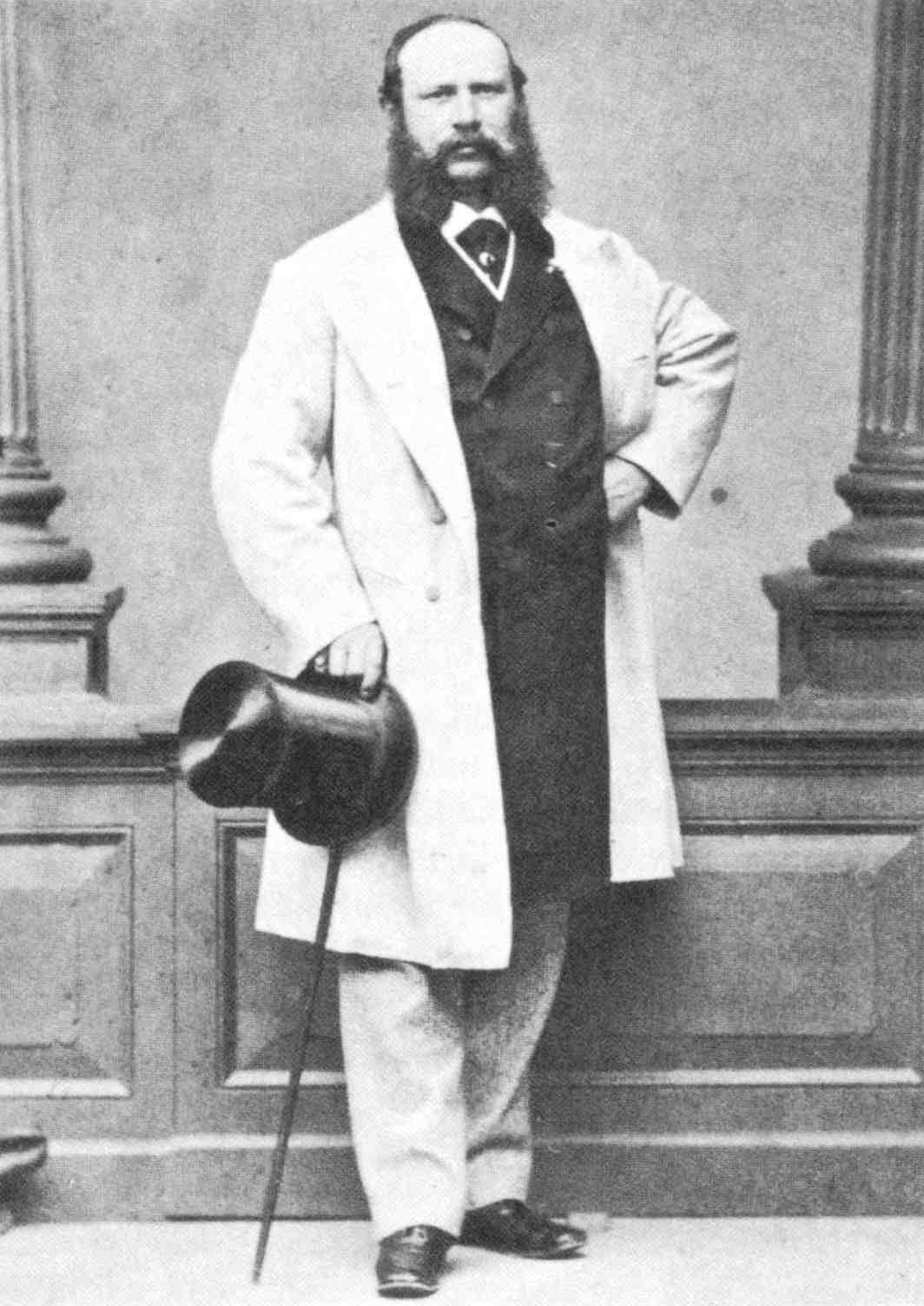
Arnold Staub, Gründer der esbi

### Gründung
1857 wurde mit dem Bau der Fabrik in Kuchen begonnen, am 1. April 1858 nahm die Mechanische Baumwoll-Weberei ihren Betrieb unter der Firma Staub & Comp. in Kuchen auf. Firmengründer ist Arnold Staub (* 1821, † 1882), der aus einer Textilunternehmer-Familie aus St. Gallen stammt. Seine Teilhaber und Kapitalgeber sind Adolph Rieter und Theodor Ziegler, beide Unternehmer aus Winterthur. Im Jahr 1860 sind in Kuchen bereits 460 mechanische Webstühle aufgestellt. 1862 wird ein Spinnereigebäude fertiggestellt, in dem 42 Spinnmaschinen mit insgesamt 25.340 Spindeln aufgestellt sind. Im Jahr 1872 beschäftigt das Unternehmen bereits 650 Mitarbeiter.

#### Hintergrund
Unternehmer aus der Schweiz hatten Grund in Württemberg zu investieren. Am 1. Januar 1834 trat der Deutsche Zollverein in Kraft. Binnenzölle im Deutschen Bund entfielen, nach außen jedoch wurde die deutsche Wirtschaft durch Schutzzölle geschützt. Dies erschwerte Einfuhren aus dem Ausland und veranlasste viele rührige Schweizer Unternehmer, in Württemberg zu investieren. So suchte auch Arnold Staub nach einem Standort für eine Spinnerei und Weberei in Württemberg. Für den Standort in Kuchen entschied er sich, weil ihm die Gemeinde Kuchen die entsprechenden Wasserrechte an der Fils einräumte und in Kuchen viele Handweber tätig waren, die die Grundlage für eine qualifizierte Belegschaft für das zu gründende Unternehmen gewährleistete.

### Tod des Firmengründers
Die amerikanischen Sezessionskriege der Jahre 1864 und 1865 brachten eine ungeheure Teuerung der Baumwolle und das Ende des Krieges führte zu einem unmittelbaren Sturz der Baumwollpreise. Eine missglückte Baumwoll-Spekulation brachte Arnold Staub 1881 in Zahlungsschwierigkeiten. Um einen Zusammenbruch zu vermeiden, wurde die Firma Staub & Comp. in die Süddeutsche Baumwolle-Industrie AG gewandelt. Die Teilhaber Staubs, Theodor Ziegler und Adolph Rieter unterstützten dieses Vorhaben. Arnold Staub zog sich aus dem Unternehmen zurück und übernahm die Geschäftsführung der Spinnerei Altenstadt (heute Geislingen) im benachbarten Ort, die seinem Bruder Emil Staub gehörte. Auch dieses Unternehmen kam noch im gleichen Jahr in Zahlungsschwierigkeiten.
Um sich einem Konkursverfahren zu entziehen, begeht Arnold Staub im Alter von 62 Jahren Selbstmord. Bei einem Ausflug nach Kufstein am 30. November 1882 griff er zum Revolver, wollte er sich ins Herz schießen, traf sich nicht richtig, lebte noch einige Tage und starb dann am 7. Dezember 1882. Seinen Kindern hinterließ er einen Abschiedsbrief.

### Familie Waibel
Im Jahr 1881 wird der bayerische Textilunternehmer Emil Waibel aus Kempten neuer Vorstand und Teilhaber der Gesellschaft. Er bringt am 8. April 1882 seine eigenen Fabriken in die Gesellschaft ein, eine Baumwollspinnerei in Waltenhofen bei Kempten mit 7.240 Spindeln und eine Weberei in Günzburg mit 344 Webstühlen. 1883 erwirbt er noch die in Konkurs gegangene Spinnerei der Familie Staub im benachbarten Altenstadt.
Die Familie Waibel behält in den folgenden Jahrzehnten einen beherrschenden, erfolgreichen Einfluss auf das Unternehmen. Seine beiden Söhne Adolf (1902–1907) und Emil (1907–1936) übernehmen nach ihm die Leitung des Unternehmens. Danach führen die späteren Vorstände Georg Holfeld (1936–1945) und Alfons Eckert (1945–1967) den patriarchalischen Führungsstil fort.

### Der Niedergang
Ende der 1960er Jahre beginnt der Niedergang des Unternehmens. Auch die esbi kann sich dem Wettbewerbsdruck, dem die deutsche Textilindustrie durch die Globalisierung ausgesetzt ist, nicht entziehen. 1970 wird die Weberei in Geislingen-Altenstadt veräußert.
Die Aktien der esbi werden an der Frankfurter und Stuttgarter Börse gehandelt. Die schweizerischen Aktieninhaber verkauften im November 1972 einen erheblichen Teil ihrer Aktien an die Textilfirma Adam Matheis oHG in Eislingen. Zum 1. Januar 1973 wurde Wolfgang Matheis ordentliches Vorstandsmitglied. Weiteres Vorstandsmitglied wurde am 1. Juni 1975 Klaus-Dieter Willert. Die Belegschaft schöpfte unter Wolfgang Matheis neue Hoffnung, die jedoch enttäuscht wurde. Er reduzierte die Belegschaft von 1.221 Mitarbeitern im Jahre 1972 auf 534 Mitarbeiter im Jahre 1982. Durch Rationalisierungsmaßnahmen und den Einkauf von Rohwaren wurde zwar der pro-Kopf-Umsatz von 56.000 DM im Jahre 1972 auf 133.000 DM im Jahre 1982 gesteigert, eine Verbesserung der Ergebnisse trat jedoch nicht ein. In diesen Jahren wurden noch ständig Verluste geschrieben, die durch Grundstücks- und Maschinenverkäufe minimiert wurden. So wurde im Jahre 1979 die Spinnerei im Werk Kuchen stillgelegt und nach Manila, Philippinen, veräußert.

### Das Konkursverfahren
1982 musste das Unternehmen bei einem Umsatz von 68 Millionen DM einen Verlust von 8,3 Millionen DM hinnehmen, der nicht mehr ausgeglichen werden konnte. Der Vorstand stellte deshalb am 28. Februar 1983 beim Amtsgericht Göppingen Antrag auf Eröffnung des gerichtlichen Vergleichsverfahrens zur Abwendung des Konkurses. Als Verwalter wurde der Stuttgarter Rechtsanwalt Dr. Volker Grub bestellt.
Das Unternehmen beschäftigte zu diesem Zeitpunkt im Werk in Kuchen noch 169 Arbeitnehmer. Dort befand sich nur noch die Strickerei, das Lager und der Versand. Im Werk in Günzburg wurden in der dortigen Weberei noch 243 Arbeitnehmer und in dem Ausrüstungswerk in Hechingen sind 106 Arbeitnehmer beschäftigt.
Die damals für einen gerichtlichen Vergleich erforderliche Mindestquote von 35 % war nicht erreichbar. Der Konkursverwalter sah keine Möglichkeit, esbi wieder mit der vorhandenen Kapitalausstattung in die Gewinnzone zu führen. Das Amtsgericht Göppingen eröffnete daher am 29. April 1983 das Anschlußkonkursverfahren.
Die Stilllegung
Da eine Fortführungsperspektive für das Unternehmen fehlt, wird am 29. April 1983 das Anschlusskonkursverfahren eröffnet, das zu einer Stilllegung des Unternehmens führt.
Im Werk in Kuchen übernimmt die Mehrheitsaktionärin, die Adam Matheis KG in Eislingen, die Strickerei mit 6 Arbeitnehmern für die Dauer von einem Jahr, um Aufträge abzuarbeiten. Frau Ursula Matheis erwirbt im Auftrag der Adam Matheis mit einem Vertrag vom 31. Mai 1983 das Ausrüstungswerk mit Druckerei und Färberei in Hechingen mit 50 Mitarbeitern. Die Weberei in Günzburg wird geschlossen.

#### Die Grundstücksverwertung
Den Konkursverwalter beschäftigte dann jedoch noch über viele Jahre die Verwertung des umfangreichen Grundbesitzes. In Günzburg befindet sich das vier Hektar große Industrieanwesen der esbi im Gewerbegebiet an der Günz, das sich für Wohnbau eignete. Dafür interessierte sich das Wohnbauunternehmen Wilma Immobilien GmbH. Die Stadtverwaltung in Günzburg sperrte sich und beabsichtigte, das Gelände selbst zu erwerben und zu erschließen. Erst fünf Jahre nach der Konkurseröffnung, am 15. Juli 1987, erzielte der Verwalter mit der Stadt Günzburg einen Kaufvertragsabschluss zu einem Kaufpreis von 3,9 Mio. DM. Zwei Wohnhäuser konnten separat veräußert werden.
Für das Betriebsanwesen in Kuchen interessierte sich die Gemeinde Kuchen. Nach schwierigen Verhandlungen konnte das Anwesen am 23. Dezember 1985 an die Gemeinde Kuchen zu einem Kaufpreis von 7,5 Mio. DM veräußert werden.

#### Das Ende des Konkursverfahrens
Für Aufregung bei Belegschaft und Gewerkschaft sorgte eine Änderung in der Rechtsprechung zur Einordnung von Sozialplanforderungen. Eine Einigungsstelle nach dem Betriebsverfassungsgesetz sprach 462 Arbeitnehmer der esbi Forderungen in Höhe von 2,9 Mio. DM zu. Auf Grund eines Beschlusses des Bundesarbeitsgerichts hatten diese Forderungen einen Vorrang nach § 61 Abs. 1 Nr. 1 Konkursordnung.
Als Grub erste Gelder zur Verteilung hatte, schüttete er nach der gesetzlichen Regel im Dezember 1983 an die berechtigten Arbeitnehmer 50 % der Sozialplanansprüche aus. Am 31. Dezember 1983 veröffentlichte das Bundesverfassungsgericht einen Beschluss, mit dem die bisherige Rechtsprechung des Bundesarbeitsgerichts zum Vorrang der Sozialplanforderungen für verfassungswidrig erklärt wurde. Wegen dieser Entscheidung konnte Grub keine weiteren Auszahlungen auf Sozialplanansprüche vornehmen. Dies führte zu einer großen Verärgerung bei der Arbeitnehmerschaft.
Das Konkursverfahren wurde im Jahre 1989 beendet. Sechs Banken erhielten aufgrund von Hypotheken, Grundschulden und Sicherungsübereignungen 35,6 Mio. DM sowie Lieferanten auf ihre Eigentumsvorbehaltsrechte 5,6 Mio. DM. Konkursforderungen in Höhe von 46,6 Mio. DM gingen leer aus.

## Historische Arbeitersiedlung Kuchen
Der Firmengründer Arnold Staub zeichnete sich durch ein hohes soziales Engagement aus. In der Zeit des Frühkapitalismus sah er sich als Unternehmer verpflichtet, die sozialen und wirtschaftlichen Verhältnisse seiner Arbeitnehmer zu verbessern. Darüber hinaus wollte er qualifizierte Facharbeiter aus der Schweiz und England gewinnen, die die örtlichen Arbeitnehmer einlernen können.
Ausgiebige Informationen zur Arbeitersiedlung und ihrer Vorreiterrolle finden sich im Beitrag Historische Arbeitersiedlung Kuchen.

## Produkte
In den 1970er Jahren produzierte und vertrieb esbi Modestoffe, Bettwäsche und Dekorationsstoffe unter den Marken schlafgut Bettwäsche, GMINDER Cotton, esbiline und shantusin.
Ein großer Markt für esbi war Afrika, wo es mit Jacquard-Stoffen, die der afrikanischen Kleidung dienten, erhebliche Umsätze generiert. Devisen-Kontrollbestimmungen einzelner afrikanischer Länder führten Anfang der 1980er Jahre in diesem Markt zu einem starken Umsatzrückgang, der eine Ursache für die Insolvenz war.